# Liste der Biografien/Mcf
Liste der Biografien |
Portal Biografien |
Personensuche
# |
A |
B |
C |
D |
E |
F |
G |
H |
I |
J |
K |
L |
M |
N |
O |
P |
Q |
R |
S |
T |
U |
V |
W |
X |
Y |
Z |
?
 
Ma |
Mb |
Mc |
Md |
Me |
Mf |
Mg |
Mh |
Mi |
Mj |
Mk |
Ml |
Mm |
Mn |
Mo |
Mp |
Mq |
Mr |
Ms |
Mt |
Mu |
Mv |
Mw |
Mx |
My |
Mz
 
Mca |
Mcb |
Mcc |
Mcd |
Mce |
Mcf |
Mcg |
Mch |
Mci |
Mcj |
Mck |
Mcl |
Mcm |
Mcn |
Mco |
Mcp |
Mcq |
Mcr |
Mcs |
Mct |
Mcu |
Mcv |
Mcw
Die Liste der Biografien führt alle Personen auf, die in der deutschsprachigen Wikipedia einen Artikel haben. Dieses ist eine Teilliste mit 92 Einträgen von Personen, deren Namen mit den Buchstaben „Mcf“ beginnt.

## Mcf

### Mcfa
- McFadden, Bernard Joseph (1946–2006), US-amerikanischer Schauspieler
- McFadden, Brian (* 1980), irischer Popsänger
- McFadden, Charlie (1895–1966), US-amerikanischer Sänger und Songwriter des Country Blues
- McFadden, Claron (* 1961), US-amerikanische Opernsängerin (Sopran)
- McFadden, Daniel (* 1937), amerikanischer Ökonometriker und Nobelpreisträger
- McFadden, Darren (* 1987), US-amerikanischer American-Football-Spieler
- McFadden, Gabrielle (* 1967), irische Politikerin
- McFadden, Gates (* 1949), US-amerikanische SchauspielerinGates McFadden (* 1949)

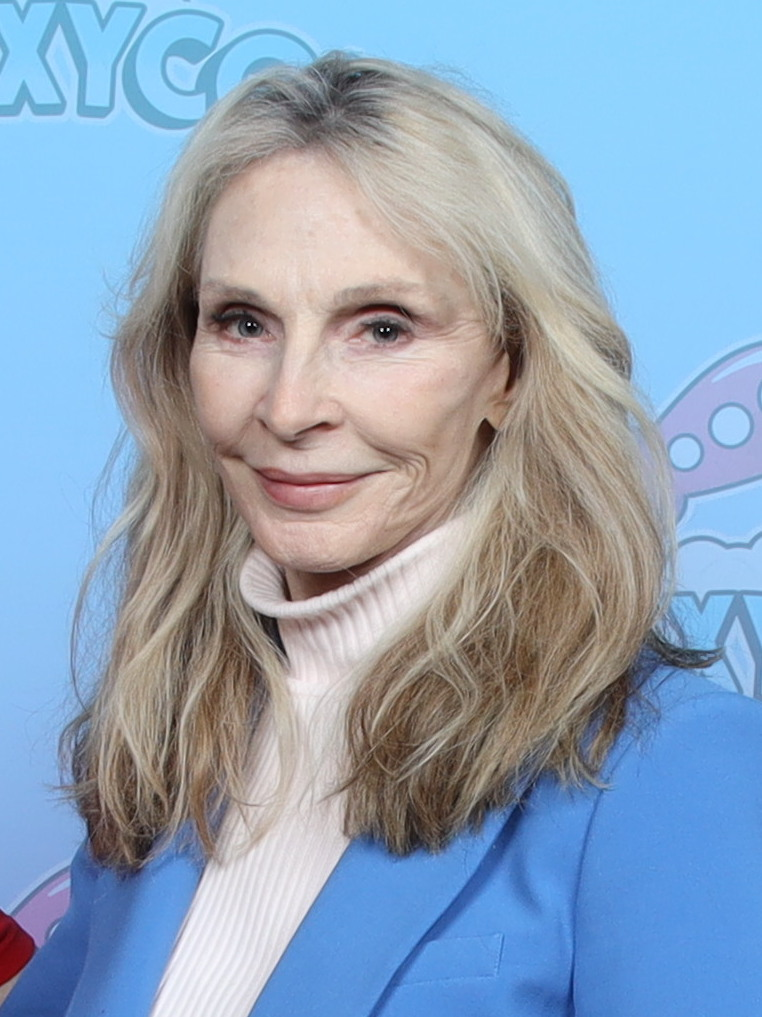
Gates McFadden (* 1949)

- McFadden, Gene (1948–2006), US-amerikanischer Sänger, Songwriter und Produzent
- McFadden, James (* 1983), schottischer Fußballspieler
- McFadden, James Augustine (1880–1952), US-amerikanischer Geistlicher, römisch-katholischer Bischof von Youngstown
- McFadden, Jerry (1948–1999), US-amerikanischer Mehrfachmörder
- McFadden, Jim (1920–2002), britischer Eishockeyspieler
- McFadden, Joseph Patrick (1947–2013), US-amerikanischer Geistlicher und römisch-katholischer Bischof von Harrisburg
- McFadden, Louis Thomas (1876–1936), US-amerikanischer Politiker
- McFadden, Marvin, US-amerikanischer Musiker
- McFadden, Miki (* 1948), US-amerikanische Volleyball- und Beachvolleyballspielerin
- McFadden, Nicky (1962–2014), irische Politikerin
- McFadden, Obadiah B. (1814–1875), US-amerikanischer Jurist und Politiker
- McFadden, Pat (* 1965), britischer Politiker der Labour-Partei und Kanzler des Herzogtums Lancaster
- McFadden, Patricia (* 1952), Feministin und Soziologin aus Eswatini
- McFadden, Reece (* 1995), schottischer Boxer
- McFadden, Susan (* 1983), irische Schauspielerin und Sängerin
- McFadden, Tatyana (* 1989), US-amerikanische Rollstuhlsportlerin
- McFadyen, Cody (1968–2023), US-amerikanischer Krimibuchautor
- McFadzean, Francis, Baron McFadzean of Kelvinside (1915–1992), schottischer Manager und Wirtschaftswissenschaftler
- McFadzean, William, Baron McFadzean (1903–1996), britischer Wirtschaftsmanager, Unternehmer und Politiker
- McFall, John J. (1918–2006), US-amerikanischer Politiker
- McFall, John, Baron McFall of Alcluith (* 1944), britischer Politiker (Labour), Mitglied des House of CommonsJohn McFall, Baron McFall of Alcluith (* 1944)

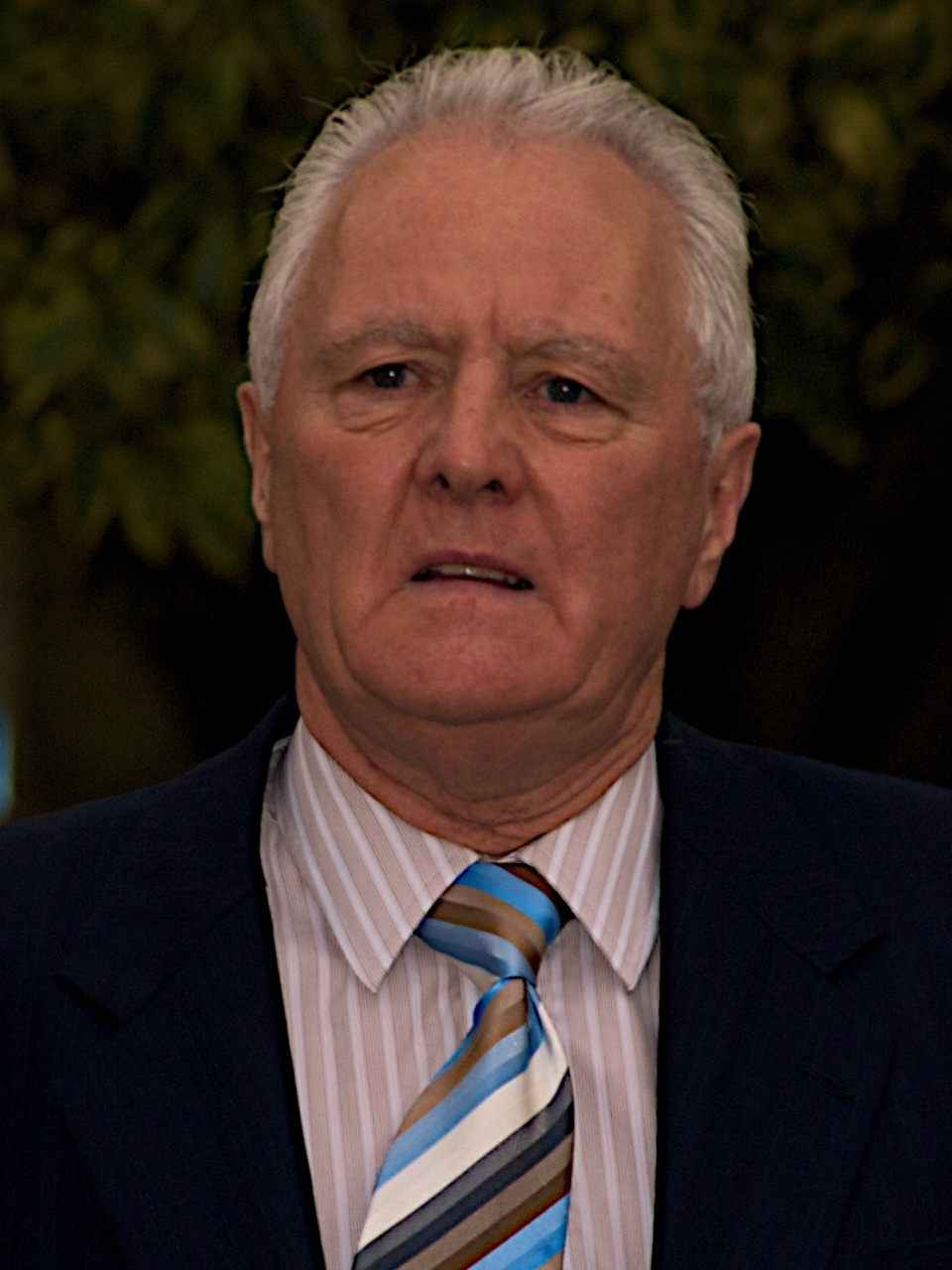
John McFall, Baron McFall of Alcluith (* 1944)

- McFall, Lauren (* 1980), US-amerikanische Synchronschwimmerin
- McFall, Leah (* 1989), britische Popsängerin
- McFall, Leo (* 1981), britischer Dirigent
- McFall, Ray (1926–2015), britischer Geschäftsmann und Musikveranstalter
- McFarlaine, Howard (1894–1983), britischer Musiker
- McFarlan, Duncan († 1816), US-amerikanischer Politiker
- McFarland, Andrew S. (* 1940), US-amerikanischer Politikwissenschaftler und Hochschullehrer
- McFarland, Barrelhouse Buck (1903–1962), US-amerikanischer Blues- und Boogie-Woogie-Pianist, Sänger und Songwriter
- McFarland, Billy (* 1991), amerikanischer Unternehmer, Veranstalter und HochstaplerBilly McFarland (* 1991)

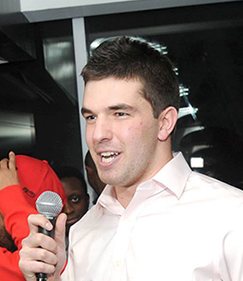
Billy McFarland (* 1991)

- McFarland, Ernest (1894–1984), US-amerikanischer Politiker (Demokratische Partei)
- McFarland, Francis Patrick (1819–1874), US-amerikanischer Geistlicher, 3. Bischof von Hartford
- McFarland, Gary (1933–1971), US-amerikanischer Komponist, Arrangeur und Vibraphonist des Modern Jazz
- McFarland, George (1928–1993), US-amerikanischer Schauspieler
- McFarland, Hayley (* 1991), US-amerikanische Schauspielerin, Sängerin und Tänzerin
- McFarland, Joey (* 1972), US-amerikanischer Filmproduzent
- McFarland, John (* 1992), kanadischer Eishockeyspieler
- McFarland, K. T. (* 1951), amerikanische Regierungsbeamtin und TV-Moderatorin
- McFarland, Norman Francis (1922–2010), US-amerikanischer Geistlicher, Bischof von Orange in California
- McFarland, Packey (1888–1936), US-amerikanischer Boxer im Mittelgewicht
- McFarland, Rebecca (* 1966), US-amerikanische Schauspielerin
- McFarland, Roy (* 1948), englischer Fußballspieler und -trainer
- McFarland, Thomas Stuart (1810–1880), US-amerikanischer Offizier, Landvermesser, Farmer und Jurist
- McFarland, Walter (1945–2014), nordirischer Fußballspieler
- McFarland, William (1774–1840), britisch-amerikanischer Landvermesser und Jurist
- McFarland, William (1821–1900), US-amerikanischer Politiker
- McFarlane, Andrew (* 1951), australischer Schauspieler
- McFarlane, Andrew (* 1986), US-amerikanischer Schauspieler
- McFarlane, Arch W. (1885–1960), US-amerikanischer Politiker
- McFarlane, Bob (1927–2006), kanadischer Sprinter und Mittelstreckenläufer
- McFarlane, Bruce J. (1936–2022), australischer Wirtschaftswissenschaftler
- McFarlane, Caitlin (* 2002), französische Skirennläuferin
- McFarlane, Colin (* 1961), britischer Schauspieler und SynchronsprecherColin McFarlane (* 1961)

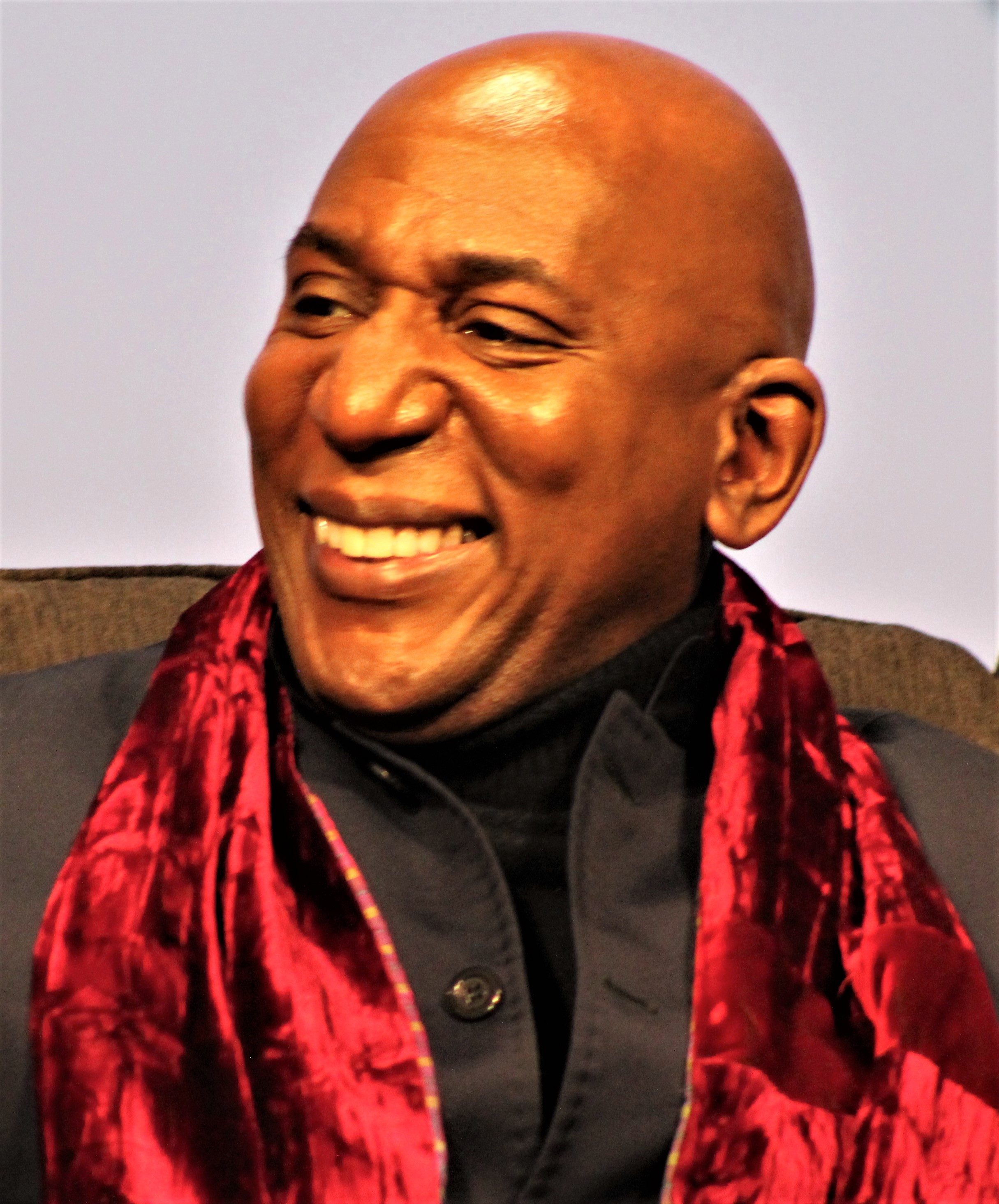
Colin McFarlane (* 1961)

- McFarlane, Danny (* 1972), jamaikanischer Sprinter und Hürdenläufer
- McFarlane, Don (1926–2008), kanadischer Sprinter
- McFarlane, Don (* 1931), kanadischer Sprinter
- McFarlane, Ian D. (1915–2002), britischer Romanist und neulateinischer Philologe
- McFarlane, Jan (* 1964), britische anglikanische Theologin
- McFarlane, Javier (* 1991), peruanischer Leichtathlet
- McFarlane, Jean, Baroness McFarlane of Llandaff (1926–2012), britische Krankenschwester, Politikerin und Life Peeress
- McFarlane, Jevick (* 1996), lucianischer Fußballspieler
- McFarlane, Kelly (* 1992), US-amerikanische Fußballspielerin
- McFarlane, Matthew, US-amerikanischer Offizier, Generalleutnant der US-Army
- McFarlane, Mhairi (* 1976), britische Schriftstellerin und Journalistin
- McFarlane, Mike (1960–2023), britischer Sprinter
- McFarlane, Rachel (* 1971), britische Popsängerin
- McFarlane, Robert (1937–2022), US-amerikanischer Regierungsbeamter
- McFarlane, Sara, US-amerikanische Filmproduzentin
- McFarlane, Todd (* 1961), kanadisch-US-amerikanischer Comiczeichner
- McFarlane, Tracey (* 1966), US-amerikanische Schwimmerin
- McFarlane, Vincent Homer (1914–2006), jamaikanischer Diplomat
- McFarlane, William D. (1894–1980), US-amerikanischer Politiker
- McFarlane, Zara (* 1983), britische Jazz- und Soulsängerin und Songwriterin
- McFarlin, Rob (* 1943), US-amerikanischer Autorennfahrer
- McFarren, Freddy E. (* 1943), US-amerikanischer Offizier, Generalleutnant der US-Army
- McFaul, James Augustine (1850–1917), irischer Geistlicher, römisch-katholischer Bischof von Trenton
- McFaul, Michael (* 1963), US-amerikanischer Diplomat
- McFaull, David (1948–1997), US-amerikanischer Segler

### Mcfe
- McFee, Bruce (1961–2021), schottischer Politiker
- McFeely, Stephen (* 1970), US-amerikanischer Drehbuchautor
- McFerran, Ayeisha (* 1996), irische Hockeyspielerin
- McFerrin, Bobby (* 1950), US-amerikanischer Musiker, Vokalkünstler und DirigentBobby McFerrin (* 1950)

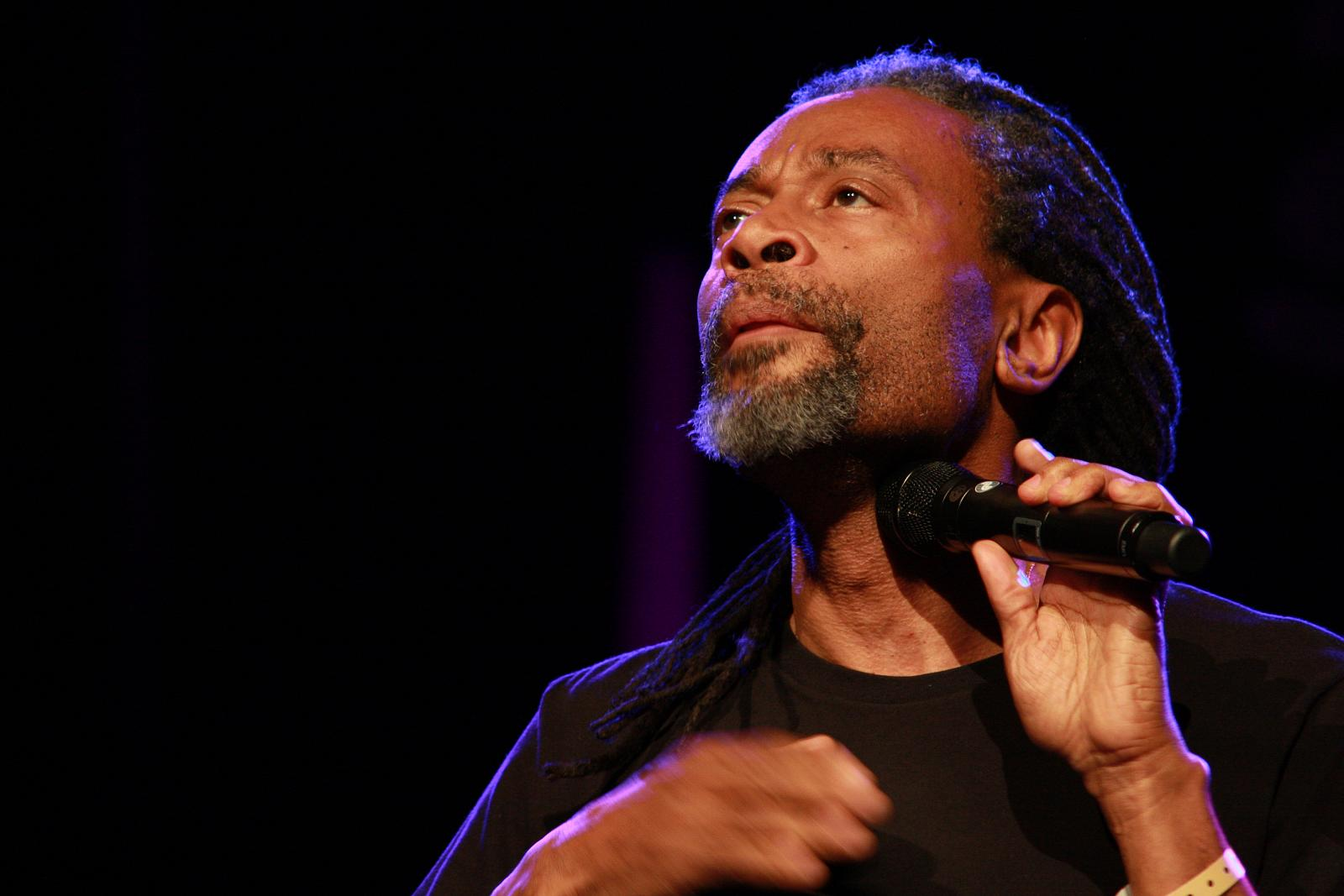
Bobby McFerrin (* 1950)

- McFerrin, Madison (* 1991), amerikanische Soul- und Jazzmusikerin (Gesang, Keyboard, Komposition)
- McFerron, Mike, US-amerikanischer Komponist und Musikpädagoge